# Hofzug der Eisenbahn Odessa–Balta–Krementschuk
Den Hofzug der Eisenbahn Odessa–Balta–Krementschuk setzte die Moskau-Kursk-Eisenbahn in mehreren Chargen zwischen 1866 und 1870 für den russischen Zarenhof in Betrieb. Der Zar nutzte ihn vor allem für die jährlichen Sommerreisen des Hofes von Sankt Petersburg auf die Halbinsel Krim.

## Geschichte
Außer dem Küchenwagen stammten alle Fahrzeuge ursprünglich von der Waggonbaufabrik Pflug in Berlin. Sie waren 1863 als Personenwagen 1. und 2. Klasse und als Speisewagen geliefert und in der Werkstätte der Eisenbahngesellschaft nachträglich zu Hofwagen umgebaut worden. Die Kosten dafür beliefen sich auf 46.000 Rubel.
Der Zug wurde für die Sommerreisen des Hofes um 1880 durch einen neuen Zug ersetzt, dessen Wagen mit Drehgestellen ausgestattet und vierachsig waren.

## Fahrzeuge

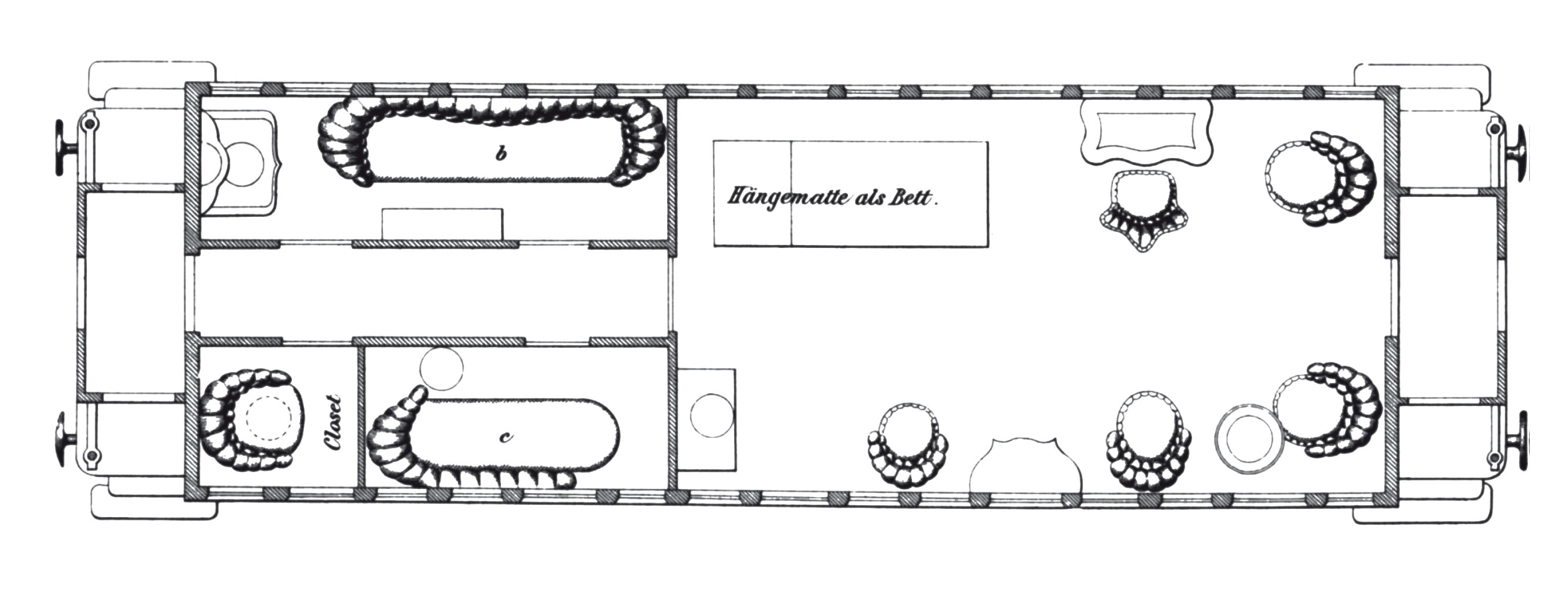
Wagen der Zarin mit „Hängematte“

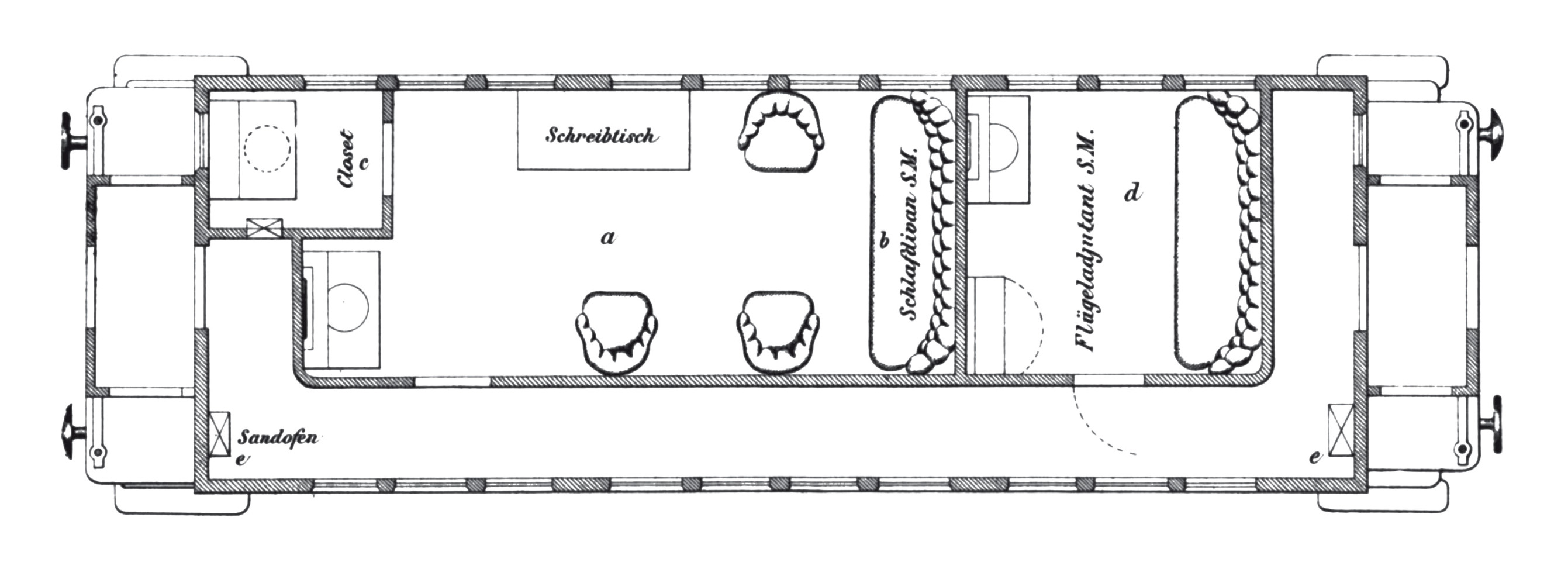
Wagen für Zar Alexander II.

Der Zug bestand aus 11 bis 14 dreiachsigen Durchgangswagen, die auf Radsätzen des Systems Mansell liefen, war ca. 170 m lang und knapp 200 t schwer. Die Wagen hatten geschlossene Endeinstiegs-Plattformen, die zum jeweils nächsten Wagen mit einem ebenfalls geschlossenen, mit Gummi abgedichteten Übergang verbunden waren, der das Innere des Zuges gegen Staub, Regen und Hitze abdichtete. Die Vorräume der Wagen und die Übergänge wurden mit beheizt. Die Fenster waren doppelt verglast. Auch die Dächer waren doppelt ausgelegt, um im Sommer eine Kühlung zu erreichen. Beheizt wurden die Wagen mit sechs über den Zug verteilten Dampfkesseln nach dem „System des Baron von Derschau“, von denen jeder zwei oder drei Wagen versorgte. Die Beleuchtung erfolgte mit Stearinkerzen. Im Einzelnen bestand der Zug aus:
- Lokomotive[Anm. 2]
- einem Packwagen für das unmittelbar benötigte Reisegepäck.
- einem Salonwagen für Großfürstin Marija Alexandrowna Romanowa (eine Tochter des Zaren) und zwei Hofdamen.
- dem Salonwagen der Zarin Marija Alexandrowna, der mit violettem Satin ausgeschlagen war, die Decke mit weißem Satin. Ausgelegt war das Fahrzeug mit Teppichboden, die Wände waren mit Pferdehaar gepolstert. Zum Schlafen diente eine an der Decke aufgehängte und am Boden verankerte Matratze, ebenfalls mit violettem Satin bezogen und Sicherungsnetzen aus violetter Seide im sich über die gesamte Breite des Wagens erstreckenden Salon. Die Türgriffe bestanden aus gedrechseltem Elfenbein, alle Metallbeschläge waren vergoldet. An einem Ende des Wagens befanden sich – getrennt durch einen Mittelgang – die wassergespülte [!] Toilette und ein Schlafraum für eine Hofdame, auf der anderen Seite ein Boudoir. Das Fahrzeug wog knapp 15,5 t.[13]
- Tagessalonwagen mit einem sich über fast das gesamte Fahrzeug erstreckenden Raum, dessen Wände mit hellblauem Taft bespannt waren, die Decke mit weißer Seide. Die Vorhänge bestanden aus blauer Seide, die Möbel waren aus Palisander gefertigt.
- dem Salonwagen für Zar Alexander II. mit einem großen Arbeits- und Schlafraum für den Zaren, der etwa 2/3 der Wagenlänge einnahm und einer Toilette sowie einem kleineren Raum für den Flügeladjutanten. Der Raum des Zaren war mit türkischem Damast mit einem Palmen-Muster ausgekleidet, mit dem auch die Sitzmöbel bezogen waren. Der Zar hatte hier einen „Schlafdiwan“.
- einem Wagen für Minister, Generalgouverneur und die „allerhöchste Suite“ mit drei Abteilen am Seitengang. Ein Abteil hatte ein Bett, das zweite zwei Betten und das Dritte sechs ausziehbare Sitze.[Anm. 3]
- dem Wagen für den Zarewitsch Alexander Alexandrowitsch (1845–1894), Großfürst Pawel Alexandrowitsch (1860–1919) und den Oberhofmarschall mit drei Abteilen am Seitengang.
- einem Speisewagen mit Speiseraum, dessen komplette Länge eine Tafel für 14 Personen.[14] einnahm. Der Raum war reich mit Schnitzereien verziert, die die Firma Merkling aus Odessa lieferte. An den Speiseraum schloss sich eine Anrichte an, die an einem Seitengang lag. Hier befanden sich auch ein Samowar, zwei Kühlräume für Getränke und verschließbare Räume für „Silber- und Goldservice“. Ein Tank unter dem Wagen lieferte Wasser.
- dem anschließenden Küchenwagen mit der entsprechenden Ausrüstung. Gekocht wurde auf einem Sparherd, den J. W. Kayser, Berlin, geliefert hatte. Dieser Wagen war als einziger der Salonwagen im Zug kein Umbauwagen aus der Lieferung der Firma Pflug, Berlin.
- Vorratswagen[15]
- einem Wagen mit einem Abteil 2. Klasse und drei Abteilen 1. Klasse für die „allerhöchste Suite“.[16]
- einem Wagen 2. Klasse.[17]  Hier reisten der Betriebsdirektor der Bahngesellschaft, drei Feldjäger, zwei Lakaien, der Friseur und ein Garderobier, Kosaken der Leibwache, die weibliche Bedienung und der Leibarzt.
- Vorrats- und Werkstattwagen. Die Werkstatt hatte eine Werkbank und der Wagen führte Wagenheber und zwei Ersatz-Radsätze für die Personenwagen mit.[18]

## Betrieb
Der Zug war außerhalb seiner Einsätze im Bahnbetriebswerk Moskau der Moskau-Kursk-Eisenbahn abgestellt.
Mit Bremsern besetzt waren der Pack-, der Küchen- und der 2.-Klasse-Wagen. Aus Sicherheitsgründen verkehrte der Zug nur mit etwas über 40 km/h. Ein zusätzlicher Wagen mit Speisewasser konnte hinter dem Tender der Lokomotive eingestellt und mit diesem verbunden werden, um die Halte zum Wasserfassen zu reduzieren. Die Fahrstrecke Sankt Petersburg–Odessa betrug damals ca. 2300 km, was einer reinen Fahrzeit – ohne Pausen – von etwa 60 Stunden entsprach.
Parallel zu diesem Zaren-Zug verkehrte als Vor- oder Nachzug ein zweiter Zug, der weiteres Hof-Personal beförderte und in Güterwagen das kaiserliche Gepäck. 1870 bestand dieser zweite Zug aus fünf Personenwagen des öffentlichen Verkehrs, zwei Wagen 1. Klasse, zwei Wagen 2. Klasse und einem Wagen 3. Klasse sowie 10 Güterwagen.
Wenn der Hofzug verkehrte, wurden besondere Maßnahmen ergriffen:
- „Bei Benutzung der Bahn durch den kaiserlichen Hof wird jeweils eine besondere Instruction zugleich mit dem Fahrplan an sämmtliche Beamte der zu durchfahrenden Strecke vertheilt, welche denselben Diensteifer, gute Haltung und Pünktlichkeit einschärft.“
- Eine einzeln fahrende Lokomotive fuhr dem Zug unmittelbar voraus („Pilot“), eine andere folgte ihm.
- Alle Oberbauarbeiten ruhten an dem Tag.
- Bahnwärter und Oberbauarbeiter wurden in gleichmäßigem Abstand entlang der Strecke aufgestellt.
- Kreuzungen mit anderen Zügen waren nur in größeren Bahnhöfen zugelassen, nie in Ausweichstellen.